# Linie 1 (Spiel)
Linie 1 ist ein Brettspiel für 2–5 Spieler, entwickelt von Stefan Dorra und erstmals 1995 erschienen bei Goldsieber. Die grafische Gestaltung übernahm Franz Vohwinkel. Das Spiel stand auf der Auswahlliste zum Spiel des Jahres 1995 und erreichte den zweiten Platz beim „Deutschen Spiele Preis“. 2010 brachte Goldsieber eine Neuauflage mit überarbeiteter Gestaltung und drei Sonderwürfeln heraus.

## Spielidee
Ziel des Spieles ist es, aus verschiedenen Streckenkärtchen eine Straßenbahnlinie von einem Bahnhof zu einem anderen zu bauen und diese dann mit seiner Straßenbahn per Würfel abzufahren. Unterwegs muss man noch verschiedene Haltestellen nach Vorgabe mitnehmen. Der besondere Reiz des Spieles liegt darin, dass jeder nur seinen eigenen Start- und Zielbahnhof kennt und die Linien sich ständig kreuzen können. Gewinner ist, wer als erster in seinem Zielbahnhof ankommt und dabei unterwegs alle seine Haltestellen erreicht hat.

## Spielmaterial
- Spielplan
- 6 Straßenbahnen
- 1 Aufkleberbogen (für die Straßenbahnen)
- 12 Haltestellen
- 126 Schienenkärtchen
- 1 Würfel
- 18 Karten
- Spielanleitung

Die „gelbe“ Ausgabe 2010 enthält 3 weitere Würfel, die das Befahren der Strecke etwas unterhaltsamer machen. 
2012 veröffentlichte die Münchner Verkehrsgesellschaft eine Sonderausgabe des Spiels unter dem Titel Erfahre München!, deren Spielplan verschiedene Sehenswürdigkeiten in München zeigt.